# Hôtel de Morvilliers (Blois)
Pour les articles homonymes, voir Hôtel de Morvilliers.
L'hôtel de Morvilliers est un ancien hôtel particulier remarquable situé à Blois, dans le département du Loir-et-Cher.

## Localisation
L'hôtel se situe en plein cœur de la ville de Blois, dans le quartier historique du Puits-Châtel, au no 3 de la rue Pierre-de-Blois. Par conséquent, l'hôtel de Morvilliers est voisin de la maison Usu Vetera Nova, situé au no 1 de la même rue.

## Historique
À sa construction, l'hôtel est la propriété blésoise de la famille de Morvilliers. Il s'agit d'une famille de marchands originaires de la Beauce, ayant fait fortune dans l'industrie des draps (croissante à cette époque avec l'arrivée de la cour royale), dont le fief principal se trouve dans l'actuelle commune de la Chapelle-Saint-Martin-en-Plaine (Loir-et-Cher).

Armoiries de la famille de Morvilliers.

## Patrimonialité

### Statut juridique
Jusqu'à nos jours, la demeure reste une propriété privée, préservant ainsi son caractère et son intégrité tout en respectant les droits de ses propriétaires actuels.